# Verbena canadensis
Verbena canadensis — вид трав'янистих рослин родини Вербенові (Verbenaceae), ендемік США.

## Опис
Це багаторічна трав'яниста рослина від 20 до 40 см заввишки. Волосисте стебло квадратне. Протилежні листки волосаті. Листова пластина приблизно 3 см у довжину й ушир, лопатиста, нерівномірно зубчаста. Широкий черешок до 3 см завдовжки. Суцвіття кінцеве. Волосаті приквітки мають довжину 9 мм і ширину 2 мм і, як правило, коротші, ніж чашечка. Чашолистків 5, залозисті. Трубка чашечки має довжину 8 мм і діаметр 1.5 мм; вона закінчується різними пурпуровими чашолистками, довжиною ≈ 2 мм. П'ять пелюсток з'єднані при основі, розміром 9×2 мм. Віночок має діаметр від 10 до 15 мм. Тичинок 4; гладка біла тичинка довжиною до 1 мм. Період цвітіння: липень — жовтень.

## Поширення
Ендемік центральної і східної частин США.

## Галерея

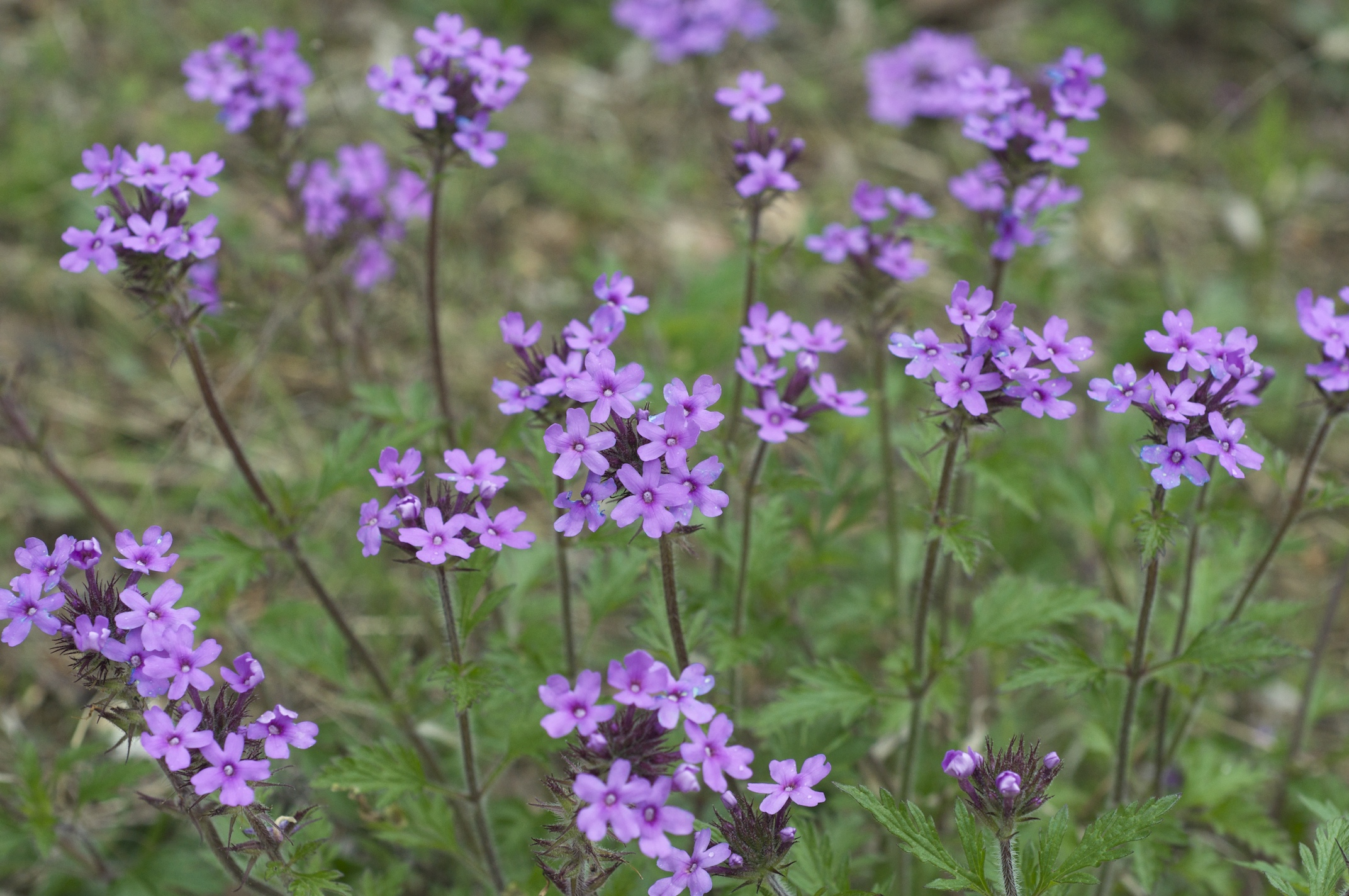
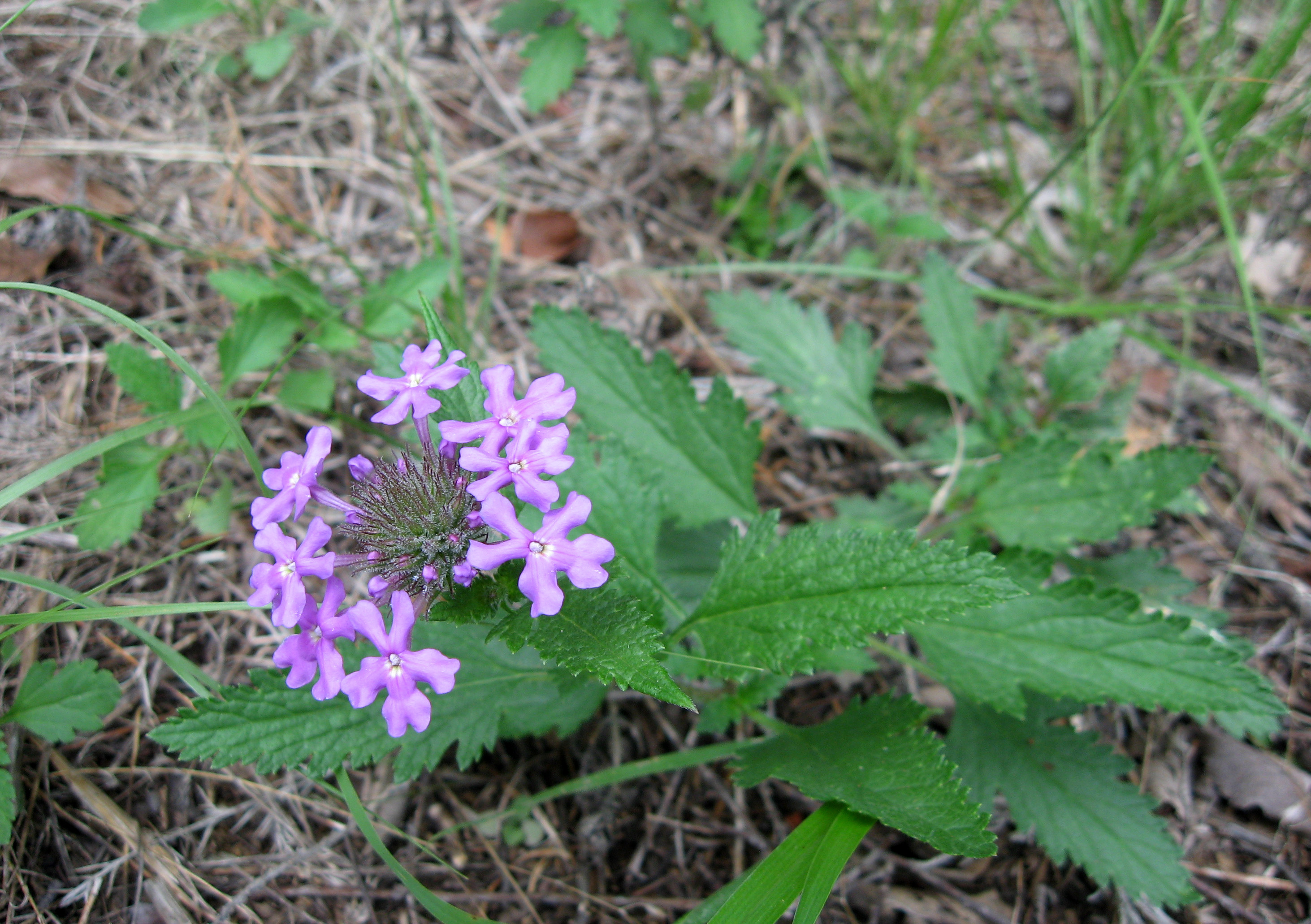
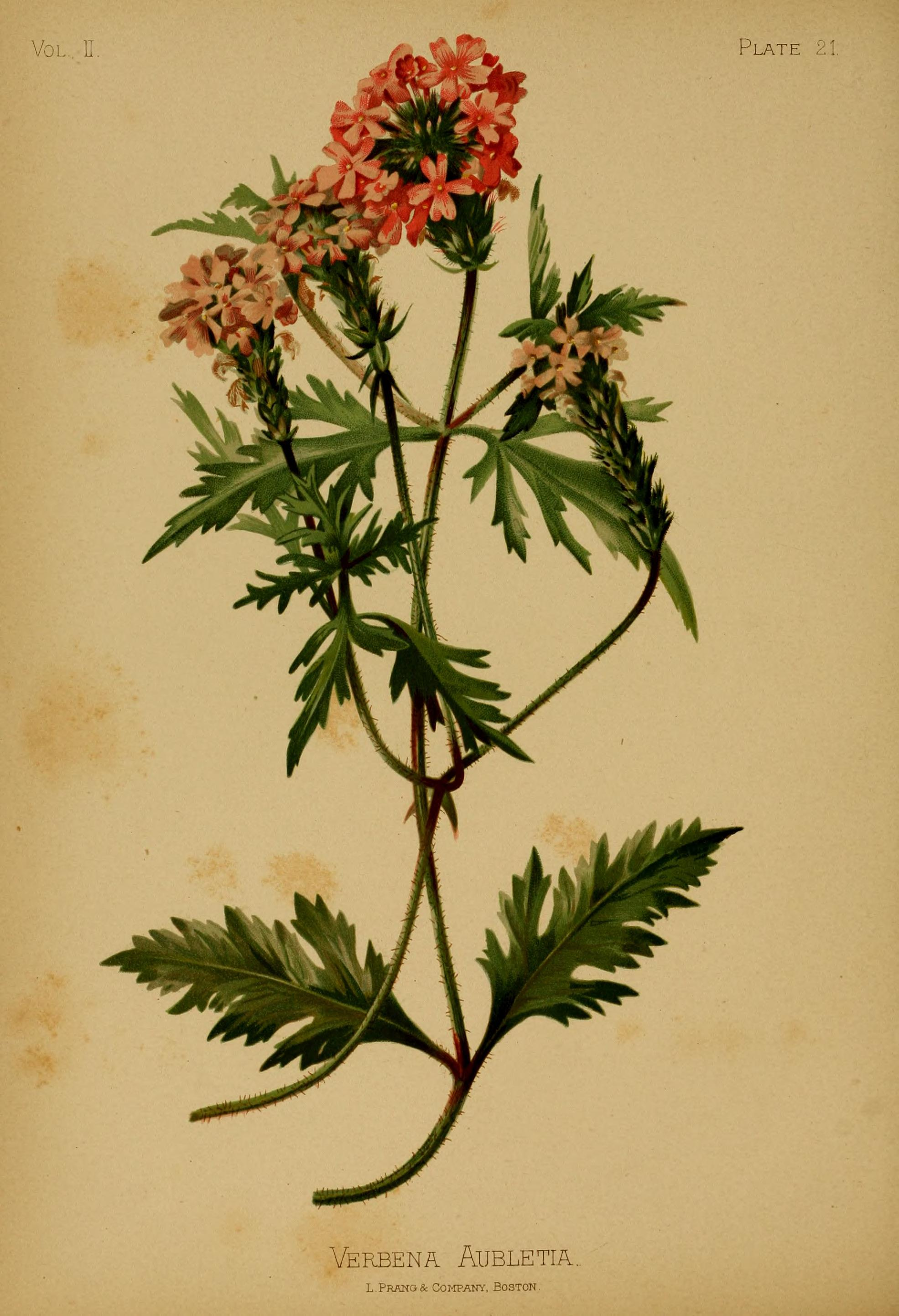